# وادي الرملة
وادي الرملة أو وادي الرمل (بالإسبانية: Guadarrama)‏ (نقحرة: جواداراما) هي بلدية ومدينة في منطقة الحكم الذاتي وتقع في منطقة مدريد في وسط إسبانيا. تبلغ مساحة هذه المدينة 56,98 (كم²)، ويبلغ عدد سكانها 15543 نسمة حسب إحصاء سنة 2012 م. يعود أصل الاسم الحالي إلى الاسم العربي وادي الرمل.

## وصلات خارجية
- http://www.ayuntamientodeguadarrama.es/